# Sevilla (Bohol)
Sevilla is een gemeente in de Filipijnse provincie Bohol op het gelijknamige eiland. Bij de census van 2015 telde de gemeente bijna 11 duizend inwoners.

## Geografie

### Bestuurlijke indeling
Sevilla is onderverdeeld in de volgende 13 barangays:
| - Bayawahan - Cabancalan - Calinga-an - Calinginan Norte - Calinginan Sur - Cambagui - Ewon | - Guinob-an - Lagtangan - Licolico - Lobgob - Magsaysay - Poblacion |

## Demografie
Sevilla had bij de census van 2015 een inwoneraantal van 10.661 mensen. Dit waren 218 mensen (2,1%) meer dan bij de vorige census van 2010. Ten opzichte van de census van 2000 was het aantal inwoners gegroeid met 380 mensen (3,7%). De gemiddelde jaarlijkse groei in die periode kwam daarmee uit op 0,24%, hetgeen lager was dan het landelijk jaarlijks gemiddelde over deze periode (1,84%).

De bevolkingsdichtheid van Sevilla was ten tijde van de laatste census, met 10.661 inwoners op 116,75 km², 91,3 mensen per km².